# Ocean's Thirteen
Ocean's Thirteen è un film del 2007 diretto da Steven Soderbergh, terzo capitolo della trilogia iniziata con Ocean's Eleven - Fate il vostro gioco.
Presentato fuori concorso al 60º Festival di Cannes, il film è uscito nelle sale in contemporanea mondiale l'8 giugno 2007.

## Trama
Rusty viene interrotto durante un furto da una chiamata di Danny e abbandona i complici per raggiungerlo all'aeroporto dove lo aspetta con un jet privato; né Tess né Isabel sono della partita: questa volta è una questione personale.
In un flashback Reuben Tishkoff, entrato in affari con il losco milionario Willie Bank per costruire un hotel-casinò sulla strip di Las Vegas, viene truffato da quest'ultimo che lo costringe a cedergli le sue azioni in cambio di una miseria. Reuben viene quindi colto da un infarto quando scopre che il nome del casinò è stato cambiato da "The Midas" in "The Bank". Danny, recatosi da Bank ad avvertirlo che deve restituire a Reuben il maltolto, pena un furto da parte sua e della banda, viene congedato dal magnate con un nulla di fatto e chiama i complici.
Ocean e la sua banda si preparano quindi a vendicare l'amico: architettano un complesso piano per rovinare Bank, il cui fulcro consiste nel truccare ogni singolo gioco del casinò per far vincere dozzine di milioni a tutti gli ospiti più facoltosi e non dell'albergo, inclusi i membri della squadra che giocheranno. Viene coinvolto Roman, genio dell'informatica, per superare i sistemi del casinò; Virgil Malloy viene mandato nella fabbrica in Messico dove vengono prodotti i dadi usati nel casinò per truccare i dadi stessi con un composto ideato da Basher; Rusty corrompe Debby, componente dello staff del casinò, per manovrare l'inviato della Royal Review che valuta in incognito le condizioni dell'albergo (la banda farà passare al pover'uomo di tutto); Livingston Dell s'intrufola nella Shuffle Company, per truccare le macchine che mischiano i mazzi di carte del Black-Jack; Saul si fa passare per l'inviato della Royal Review, attirando l'attenzione di Bank su di sé.
L'obiettivo è rovinare Willy Bank finanziariamente; il magnate si è indebitato pesantemente per costruire l'albergo ed ha preso soldi da una banca, dando anche 6 delle 9 poltrone del consiglio di amministrazione della sua società, ma alcuni di questi consiglieri gli sono ostili e per tacitarli deve fare 500 milioni di dollari in pochi mesi. Riuscire a fargli perdere centinaia di milioni la sera dell'inaugurazione gli renderebbe impossibile saldare i debiti in tempo e, non avendo la maggioranza delle azioni della società, verrebbe sbattuto fuori dal suo hotel.
La strategia del colpo prosegue, ma emergono alcuni problemi: oltre alla difficoltà di trovare una via d'uscita, la fabbrica di produzione dei dadi entra in sciopero a causa di Malloy e Roman scopre che nel casinò di Bank è stato installato "il Greco", il miglior sistema di controllo dei giocatori, impossibile da crackare; è collegato ad un computer nei sotterranei dotato di un'intelligenza artificiale che analizza le reazioni dei giocatori per scoprire i bari, ed è stato creato da Greco Montgomery, ex compagno di università di Roman. In più, la via d'uscita è una trivella che dovrebbe simulare un terremoto e far scappare tutti, ma il macchinario si rompe; dovendo obbligatoriamente comprare l'altra trivella esistente per assicurarsi la via d'uscita, gli "undici di Ocean", essendo a corto di soldi, si rivolgono nientemeno che a Terry Benedict, la vittima del loro primo colpo, ancora più ricco di Bank ed in competizione con lui.
Benedict accetta a tre condizioni: 1, se tentano di ingannarlo, lui li ucciderà tutti; 2, devono restituirgli il doppio di quanto prestato e i suoi soldi verranno restituiti per primi; 3, Danny e soci devono rubare i diamanti che Bank acquista ogni qual volta un suo albergo vince il premio "Cinque diamanti" della Royal Review (possono tenerli, ma l'importante è rubarli a Bank, che li adora oltremodo). La banda è convinta che non ci sia modo di rubare i diamanti, ma accettare è l'unica maniera per avere la trivella; il ruolo di Benedict consisterà inoltre nel risolvere la situazione di sciopero alla fabbrica di dadi in Messico e provocare Bank per far assumere Frank Catton nel suo casinò con un nuovo gioco d'azzardo.
La sera del colpo è decisivo il ruolo di Linus, che si fa passare per il segretario di Yen, il quale interpreta un giocatore professionista; la direttrice dell'hotel ha un debole per lui, e il giovane se ne servirà per risolvere due problemi: bloccare il computer, procurando a Bank un cellulare Samsung dorato che contiene un magnetron, ed entrare nella penthouse per scambiare i diamanti con dei falsi, dove però viene arrestato da un agente a cui era stato chiesto di controllare gli impiegati e le facce nuove dell'albergo; questi tuttavia si rivela essere il padre di Linus e il tutto era parte del piano. I due vanno sul tetto per scappare con un elicottero guidato da Basher, ma improvvisamente appare NightFox che li minaccia con una pistola (che si scoprirà essere scarica). Egli aveva sorvegliato la banda di Danny durante i preparativi al casinò; Linus si vede costretto pertanto a consegnargli i diamanti che si è nascosto addosso, ma poco dopo l'elicottero strappa via la teca dalla struttura a cui è ancorata e NightFox capisce che i suoi diamanti sono dei falsi.
Intanto, approfittando del computer fuori uso, Danny, che ha convinto un tale di sua conoscenza a monopolizzare tutti i più facoltosi giocatori per rovinare Bank, scommette assieme a loro e vince una montagna di denaro, aiutato da Rusty e Reuben, ripresosi e venuto ad assistere. Quando il computer sta per ritornare in funzione, entra in azione la trivella per simulare il terremoto e i clienti fuggono dal locale. Bank, nel giro di pochi minuti, ha perso l'opportunità di ripagare i suoi debiti e minaccia Danny di farla pagare a lui e alla sua squadra, ma questi gli rammenta che sta più simpatico a tutti gli uomini che potrebbe assoldare e che ormai è spacciato, lasciando il magnate livido di rabbia che, nel vedere la teca coi diamanti portata via in elicottero, crolla definitivamente.
Mentre Reuben si rimette in forma e decide di ricominciare da capo (potendo inoltre costruire il suo hotel-casinò grazie a Danny e alla sua squadra, che con i profitti del colpo hanno acquistato per lui una proprietà terriera sulla strip), Danny porta a Benedict i suoi 72 milioni, che però ha già intestato con un assegno ad una associazione che assiste famiglie e ragazzi in difficoltà, aggiungendo che la donazione è a nome suo e lo attendono per l'inaugurazione delle nuove case; la fregatura è motivata dall'ingerenza di NightFox, mandato probabilmente da Benedict, che Frank aveva avvistato, costringendo Danny a cambiare il piano nel finale; in seguito, all'aeroporto, mentre Benedict si fa pubblicità da Oprah Winfrey con la donazione, Linus parte per raggiungere il padre (ha un ruolo nella sua ultima truffa), Danny e Rusty si salutano dopo un ultimo scambio di provocazioni; prima di partire, Rusty fa vincere allo sfortunato inviato della Royal Review 11 milioni di dollari da una slot machine come compenso per le disgrazie subite.

## Produzione
Le riprese, iniziate il 30 gennaio 2006 a Miami, sono terminate il 4 agosto 2006. Il film è stato presentato in anteprima al Festival di Cannes 2007. A tale anteprima erano presenti regia e cast.
Julia Roberts e Catherine Zeta-Jones non sono apparse nei rispettivi ruoli di Tess Ocean e Isabel Lahiri, poiché le attrici non volevano partecipare al film senza una parte significativa nella trama, che la sceneggiatura non aveva previsto. Questo viene citato all'inizio del film quando Ocean afferma che "è una cosa solo loro" quando viene interrogato sulla loro assenza da altri nel gruppo.
Topher Grace, che è apparso nei due film precedenti come una versione fortemente romanzata di se stesso, non è stato in grado di tornare a causa delle riprese di Spider-Man 3: in un'intervista ha raccontato che il suo cameo pianificato lo avrebbe coinvolto in una conversazione con Rusty mentre teneva in mano un bambino asiatico, senza mai confermare da dove venisse il piccolo.

## Accoglienza

### Incassi
Il film ha incassato a livello internazionale circa 311.300.000 dollari. Nelle sale negli Stati Uniti d'America il film ha incassato 117.154.724 dollari, mentre nelle sale italiane circa 5.597.568 euro.

## Edizioni home video
Il film è uscito in DVD nel mercato italiano il 24 ottobre 2007 disponibile anche in versione ad alta definizione Blu-ray Disc.

## Citazioni di altre opere
- La scena in cui Reuben torna a parlare per la prima volta dopo l'episodio cardiaco ("Queste auto che vanno e vengono, queste conversazioni sussurrate, Linus che piange, è ora di dire anche a me quello che sanno tutti ormai.") è una citazione dal film Il padrino, nella scena in cui Vito Corleone sta per ricevere da Tom Hagen la notizia della morte di Sonny.
- C'è anche un altro chiaro riferimento al film Il padrino, quando Danny incontra per la prima volta Willy Bank (Al Pacino) ed introduce il discorso con: "What I want! What is most important to me..."; la stessa identica frase è recitata da Michael Corleone (lo stesso Al Pacino) a tavola rivolgendosi a Virgil Sollozzo chiedendogli di non fare altri attentati al padre: "What I want! What is most important to me! Is have a guarantee, no more attempts to my father's life!".
- Turk Malloy, commentando la rivolta dei lavoratori della fabbrica messicana capeggiati dal fratello Virgil, afferma: "Dicono che vogliono il pane...e anche le rose". È una citazione dal film Bread and Roses (2000) di Ken Loach, che tratta della rivolta sindacale di un gruppo di lavoratori messicani.
- Quando Bank obbliga Reuben a cedergli l'hotel, questi dice: "Io e Willie Bank siamo nel giro da tanto di quel tempo che abbiamo stretto la mano a Sinatra!"; la citazione da Frank Sinatra non è casuale: egli interpretava Danny Ocean nel film del 1960 Colpo grosso (titolo originale Ocean's Eleven), pellicola di cui il primo film di Soderbergh è remake.
- A un certo punto, Danny Ocean chiede a Benedict: "Sei pronto?" e questi risponde "Io sono nato pronto". Questa è una citazione dal film Grosso guaio a Chinatown di John Carpenter, già richiamata in altri film.

## Sequel
Nonostante il successo ottenuto a livello internazionale sia in termini di incassi che di critica, le voci riguardanti la possibile realizzazione futura di uno o più seguiti furono smentite dal cast, secondo il quale la serie termina con Ocean's Thirteen.